# G1 뉴스 (1015)
《G1 뉴스 (1015)》는 G1방송 TV에서 매주 평일 오전 10시 15분에 방송 중인 강원 지역 뉴스 프로그램이다.

## 개요
본래 명칭은 《G1 12 뉴스》였으나 2017년 4월 10일부터 《민방 네트워크 뉴스》가 신설됨에 따라 현재의 《G1 뉴스》로 명칭이 변경되었다.

## 방송 시간
| 방송 채널 | 방송 기간                           | 방송 시간                              |
| --------- | ----------------------------------- | -------------------------------------- |
| G1 TV     | 2001년 12월 17일 ~ 2003년 10월 31일 | 평일 오전 10시 50분 ~ 11시 (10분)      |
| G1 TV     | 2003년 11월 3일 ~ 2004년 3월 5일    | 평일 오전 11시 ~ 오전 11시 10분 (10분) |
| G1 TV     | 2004년 3월 8일 ~ 2005년 4월 22일    | 평일 오전 10시 50분 ~ 11시 10분 (20분) |
| G1 TV     | 2005년 4월 25일 ~ 2005년 7월 1일    | 평일 오전 11시 15분 ~ 11시 30분 (15분) |
| G1 TV     | 2005년 7월 4일 ~ 2008년 11월 28일   | 평일 오전 11시 10분 ~ 11시 30분 (20분) |
| G1 TV     | 2008년 12월 1일 ~ 2009년 4월 24일   | 평일 낮 12시 10분 ~ 12시 30분 (20분)   |
| G1 TV     | 2009년 4월 27일 ~ 2010년 11월 19일  | 평일 낮 12시 35분 ~ 오후 1시 (25분)    |
| G1 TV     | 2010년 11월 22일 ~ 2011년 10월 7일  | 평일 오전 11시 30분 ~ 11시 50분 (20분) |
| G1 TV     | 2011년 10월 10일 ~ 2014년 10월 24일 | 평일 오전 11시 40분 ~ 낮 12시 (20분)   |
| G1 TV     | 2014년 10월 27일 ~ 2017년 4월 7일   | 평일 낮 12시 30분 ~ 12시 50분 (20분)   |
| G1 TV     | 2017년 4월 10일 ~ 2021년 10월 1일   | 평일 오전 10시 10분 ~ 10시 30분 (20분) |
| G1 TV     | 2021년 10월 5일 ~ 현재              | 평일 오전 10시 15분 ~ 10시 30분 (15분) |

## 앵커
| 대수 | 진행자          | 진행 기간                          | 비고  |
| ---- | --------------- | ---------------------------------- | ----- |
| 1대  | 김진숙 아나운서 | 일자미상                           |       |
| 2대  | 박성화 아나운서 | 일자미상                           |       |
| 3대  | 박종재 아나운서 | 일자미상                           |       |
| 4대  | 박민영 아나운서 | 일자미상                           |       |
| 5대  | 허혜림 아나운서 | 일자미상                           |       |
| 6대  | 염지혜 아나운서 | 일자미상                           |       |
| 7대  | 박선영 아나운서 | 일자미상                           |       |
| 8대  | 김진현 아나운서 | 일자미상                           |       |
| 9대  | 유한솔 아나운서 | 일자미상                           |       |
| 10대 | 김태준 아나운서 | 일자미상                           |       |
| 11대 | 엄지민 아나운서 | 일자미상 ~ 2019년 11월 14일        | [ 1 ] |
| 12대 | 손민정 아나운서 | 2019년 11월 15일 ~ 2020년 9월 18일 | [ 2 ] |
| 13대 | 김우진 아나운서 | 2020년 9월 21일 ~ 2020년 12월 7일  |       |
| 14대 | 서효원 아나운서 | 2020년 12월 9일 ~ 2021년 3월 5일   | [ 3 ] |
| 15대 | 김우진 아나운서 | 2021년 3월 8일 ~ 2024년 4월 10일   | [ 4 ] |
| 16대 | 김민곤 아나운서 | 2024년 4월 11일 ~ 2024년 5월 31일  |       |
| 17대 | 이가연 아나운서 | 2024년 6월 3일 ~ 2025년 4월 18일   | [ 5 ] |
| 18대 | 박진형 아나운서 | 2025년 4월 21일 ~ 현재             | [ 6 ] |

## 수화 통역
- 김유진 (여)
- 손경애 (여)
- 원태연 (남)
- 이현정 (여)

## 타이틀 변천사
| 기수 | 프로그램 타이틀     | 방송 기간                           |
| ---- | ------------------- | ----------------------------------- |
| 1기  | GTB 생활뉴스        | 2001년 12월 17일 ~ 2002년 3월 29일  |
| 2기  | GTB 뉴스와 생활경제 | 2002년 4월 1일 ~ 2011년 10월 7일    |
| 3기  | G1 뉴스와 생활경제  | 2011년 10월 10일 ~ 2014년 10월 24일 |
| 4기  | G1 12 뉴스          | 2014년 10월 27일 ~ 2017년 4월 7일   |
| 5기  | G1 뉴스             | 2017년 4월 10일 ~ 현재              |

## 결방
- 2024년 2월 12일 : 오전 8시 40분부터 SBS TV 《덩치 서바이벌-먹찌빠 스페셜》, 오전 10시 20분부터 SBS TV 《설날 특집 골 때리는 그녀들, 골림픽 (1부) (재방송)》 편성으로 인해 결방
- 2024년 2월 20일 : SBS TV 《중계 방송 국회 교섭 단체 대표 연설 - 더불어민주당》 편성으로 인해 결방
- 2024년 2월 21일 : SBS TV 《중계 방송 국회 교섭 단체 대표 연설 - 국민의힘》 편성으로 인해 결방
- 2024년 2월 22일 : SBS TV 《중계 방송 제22대 국회의원 선거 공직 선거 정책 토론회》 편성으로 인해 결방

## 경쟁 프로그램
- KBS 뉴스 930 강원 (KBS 춘천 1TV, KBS 원주 1TV)
- KBS 뉴스 930 강릉 (KBS 강릉 1TV)
- 930 MBC 뉴스 강원 (MBC 강원영동 TV)
- 930 MBC 뉴스 강원 (춘천MBC TV)